# Assemblée générale extraordinaire
 (avril 2011).
 (avril 2011).
Si vous disposez d'ouvrages ou d'articles de référence ou si vous connaissez des sites web de qualité traitant du thème abordé ici, merci de compléter l'article en donnant les références utiles à sa vérifiabilité et en les liant à la section « Notes et références ».
Pour les articles homonymes, voir Assemblée générale (homonymie) et AGE.
L’assemblée générale extraordinaire (AGE), ou assemblée générale spéciale (AGS), est la réunion des actionnaires d'une société en vue de prendre des décisions la concernant. Contrairement à l'assemblée générale ordinaire et similairement à l'assemblée générale spéciale, elle n'a ni fréquence spécifique, ni délai de tenue.

## Droit canadien
Dans la Loi canadienne sur les sociétés par actions (LCSA), l'art. 133 (2) LCSA prévoit la possibilité pour les administrateurs de convoquer à tout moment une assemblée extraordinaire.
Dans la Loi sur les sociétés par actions du Québec (LSAQ), les règles sur l'assemblée extraordinaire sont prévues aux articles 207 à 212 LSAQ.

## Droit français
Le lieu de réunion est fixé dans la convocation adressée aux actionnaires, au siège social ou dans tout autre lieu du département, sauf clause contraire des statuts.
L'AGE doit être réunie pour toute modification des statuts de la société. Les décisions s'y prennent à la majorité des 2/3.
Dans la société anonyme :
- en 1re convocation, le total des actionnaires présents ou représentés doit posséder au moins 25 % des actions. Les décisions de modification statutaire s'y prennent à la majorité des 2/3 des voix ;
- en 2e convocation, le quorum requis est de 20 % des actions. Les décisions de modification statutaire s'y prennent à la majorité des 2/3 des voix.